# Sárga érdestinóru
A sárga érdestinóru (Leccinellum crocipodium, korábban Leccinum crocipodium) a tinórúgomba-alkatúak (Boletales) rendjén belül, a tinórufélék (Boletaceae) családjába tartozó Leccinum nemzetség egyik ehető, ritkasága miatt kíméletre szoruló faja.

## Előfordulása
Savanyú talajú lomberdőkben, főleg tölgyesekben, nyártól kora őszig. Ritkasága miatt kímélendő gomba.

## Megjelenése
Kalapja 3,5-10-(15) cm átmérőjű, félgömb alakú, de legfeljebb erősen domború lesz, széle aláhajló, a kalapbőr a trámán túlnő, felszíne molyhos vagy bőrszerű, repedező, ilyenkor a kalapbőr repedezik, színe okkerbarna, barna, gesztenyebarna vagy sárgásbarna.
A tráma szűk pórusú, vastag, öblösen felkanyarodó, sárga, öregen szürkés vagy feketés lesz, nyomásra barnásfeketés.
Tönkje karcsú, 6-9-(11) cm hosszú, 1,3-2,5-(4) cm vastag, hengeres, lefelé egyenletesen vastagodik, görbülhet, sárga alapon felül sárga, lefelé feketésbarna, apró, sűrű pikkelyekkel borított, melyek hosszirányban rendeződnek.
Húsa kemény, merev, fehér, először pirul, majd tönkben hamarább, kalapban később szürkül, jóízű, jószagú.

## Felhasználhatósága
Ehető faj.